# Cezary Trybański
Cezary Trybański (Varsavia, 22 settembre 1979) è un ex cestista polacco.

## Palmarès
- Migliore nella percentuale di tiro NBDL (2010)